# Marie-Pierre Pruvot
Marie-Pierre Pruvot, genannt Bambi (auch bekannt unter dem Pseudonym Marie Pierre Ysser, * 11. November 1935 in Isser, Algerien) ist eine französische Pionierin und Idol der Trans-Bewegung, Revuestar der 1950er bis 1970er Jahre, Lehrerin, Schriftstellerin.

## Leben

### Kindheit
Bambi wurde als Jean-Pierre Pruvot im Dorf Isser geboren, im damaligen Département Grande Kabylie, in Algerien. Im Alter von ca. 3 bis 6 Jahren begann sie die Kleider und Röcke ihrer älteren Schwester zu tragen, mit Beginn ihrer Schulzeit wurde ihr dies jedoch von ihren Eltern verboten. Laut eigener Aussage wurde ihre Kindheit, „…obwohl im Allgemeinen glücklich, …teilweise verpfuscht, …, durch den Gegensatz einerseits zwischen meinem Wunsch, ein Mädchen zu sein – und sogar der Gewissheit, dass ich es bin und bleiben werde-, und andererseits den Blicken, den Worten meiner Umgebung, allen Hindernissen, die man meiner inneren Wahrheit entgegenstellt. Mit der Zeit fühle ich die Last einer von außen auferlegten Verdammung, die mich zu einer ständigen Anstrengung zwingt (Stimme, Frisur, Kleidung, Gesten, Gang…), um einen Skandal zu vermeiden, besonders nach dem Tod meines Vaters, der mich empfindlich trifft (Ich bin in dem Moment 14 Jahre alt).“
Während ihrer Schulzeit in Ménerville (arab.: Thénia) war sie ein zurückgezogenes Kind, das die meiste Zeit in ihrem Zimmer mit Lesen verbrachte, und „… auf ein Wunder wartete, das aus mir die Frau macht, die ich bin“. Nach der dritten Klasse wechselte sie auf ein Lycée für Buben in Algier.
Sie begann erheblich unter ihrer Situation zu leiden, was sich auch auf ihre schulischen Leistungen niederschlug. Mit 16 Jahren hatte sie ein Schlüsselerlebnis, als sie in einem Kasino während einer Tournee des Pariser Travestie-Cabarets Le Carrousel die später berühmte Transfrau Coccinelle sah, die zu dieser Zeit bereits durch Hormone und einige Schönheitsoperationen ein weibliches Aussehen angenommen hatte, aber noch vor ihrer geschlechtsangleichenden Operation stand. Daraufhin beschloss Bambi, nach Paris zu gehen, um dort als Frau zu leben und im dortigen Travestieleben ihr Glück zu versuchen.

### Zeit in Paris
Bis zu ihrem Debüt im Travestie-Cabaret Chez Madame Arthur in Paris musste sie warten, bis sie das legale Alter von 18 Jahren erreicht hatte. Im September 1954 wechselte sie zum Carrousel. Sie nahm den Künstlernamen „Bambi“ an, arbeitete und wohnte zusammen mit Coccinelle, die „Alles tut, um mir zu helfen“. Im Gegensatz zu ihren Travestie-Kollegen traten die beiden nicht nur auf der Bühne als Frauen auf, sondern lebten rund um die Uhr ein alltägliches Leben als Frau, obwohl das öffentliche Tragen von Frauenkleidern für Personen, die als körperlich männlich geboren und registriert waren, zu dieser Zeit strengstens verboten war und von der Polizei verfolgt wurde. Bambi nahm Östrogene zum Zwecke der Verweiblichung ihres Körpers. Neben Coccinelle wurde sie zu einem Star der Szene und trat auch auf Tourneen des Carrousel auf.
Zwei Jahre nach Coccinelles geschlechtsangleichender Operation (1958) bei Dr. Georges Burou in Casablanca, die damals weltweit als Sensation durch die Presse ging, ließ sich auch Bambi operieren, und war von da an auch körperlich eine Frau. Ihr bisheriger Freund und Partner verließ sie daraufhin.
Nachdem das Carrousel in den Club Elle et Lui verlegt wurde, begegnete sie dort Ute, einer lesbischen Frau aus Deutschland, die sich „Eric“ nannte, und mit der sie zusammen auftrat. Es entwickelte sich zwischen den beiden eine Liebesbeziehung.
Wegen ihrer algerischen Abstammung und wegen des algerisch-französischen Krieges in den 1960er Jahren, musste Bambi trotz vollzogener Geschlechtsangleichung und trotz ihrer eindeutig weiblichen Erscheinung Jahre auf eine Korrektur ihrer Ausweispapiere warten. Sie wandte sich schließlich direkt an algerische Autoritäten und erhielt die gewünschte Namensänderung. Von da an hieß sie offiziell Marie-Pierre Pruvot; automatisch bekam sie dabei auch einen Geburtseintrag als „weiblich“.

### Studien und Karriere als Lehrerin
Während sie nachts ihren Lebensunterhalt weiterhin mit Auftritten im Carrousel verdiente, begann sie nebenher tagsüber für ihr Baccalauréat zu lernen, das sie schließlich mit 33 Jahren nachholte. In der Folge studierte sie französische Literatur an der Sorbonne, mit allen erforderlichen Abschlüssen (1972 Licence, 1973 Maîtrise, 1974 Capes), und bekam schließlich 1974 von der Éducation Nationale eine Stelle als Lehrerin für französische Literatur an einer Schule in Cherbourg zugewiesen. Da sie dort ihre ehemaligen Kontakte zum Pariser Nachtleben vermisste, wechselte sie zwei Jahre später an das Collège «Pablo Picasso» in Garges-lès-Gonesse in der Region Paris. Hier unterrichtete sie 25 Jahre, ohne dass ihre Vergangenheit als „Travestie“-Star ans Licht kam. Am Ende ihrer Laufbahn als Lehrerin wurde sie mit den „Palmes académiques“ ausgezeichnet. An ihrer Schule war sie zu diesem Zeitpunkt erst die zweite Lehrerin, der diese Ehrung zuteilwurde.

### Nach der Pensionierung: Bücher, Filme, Ehrungen
Nach ihrer Pensionierung veröffentlichte Bambi verschiedene Bücher, zunächst unter dem Pseudonym Marie-Pierre Ysser den Roman J'inventais ma vie – zu dem sie später noch mehrere Fortsetzungsbände schrieb – und 2007 auch ihre Autobiographie Marie parce que c'est jolie („Marie, weil es so hübsch ist“; Editions Bonobo). Von der französischen Trans-Bewegung wird sie seitdem als eine der wichtigsten Pionierinnen verehrt.
Marie Pierre Pruvot wurde in den nächsten Jahren in mehrere Talkshows des französischen Fernsehens eingeladen (u. a. am 28. Januar 2008 von Mireille Dumas in «Vie privée, vie publique» auf France 3). Der Filmemacher Sébastien Lifshitz verfilmte ihr Leben unter Verwendung von altem Bild- und Filmmaterial: Der Film Bambi erhielt 2013 auf der Berlinale den Teddy Award als bester Dokumentarfilm und wurde 2014 für den César nominiert in der Kategorie „bester Kurzfilm“. Schon zuvor hatte sie neben April Ashley, Colette Berends u. a. in dem niederländischen Dokumentarfilm I am a woman now (urspr.: Casablanca Revisited, 2011) von Michiel van Erp mitgewirkt, wo es um das Leben einiger Transmenschen geht, die von Dr. Georges Burou in Casablanca operiert wurden. Bambi/Marie Pierre Pruvot ist auch in der Fernseh-Dokumentation Absolument Trans von Stéphanie Cabre und Claire Duguet zu sehen (Erstsendung am 9. Juni 2016 um 22:25 Uhr auf Arte).
Im Juli 2015 wurde sie für die italienische Ausgabe der Vogue von dem New Yorker Fotografen Steven Meisel fotografiert.
Bambi selber äußerte sich im Rückblick über ihr Leben, sie habe ihrer Meinung nach nicht alles erreicht, was sie unter anderen Umständen hätte erreichen können. „…Die Komplexität meiner Schwierigkeiten hat mich völlig mit Beschlag belegt. Was die großen Orientierungen meines persönlichen Lebens angeht, bin ich sicher, die richtigen Entscheidungen im rechten Moment getroffen zu haben.“
Am 24. November 2014 wurde ihr im Centre LGBT in Paris von der ehemaligen Ministerin Roselyne Bachelot die Auszeichnung zum Chevalier dans l’ordre national du Mérite verliehen. In ihrer Dankesrede äußerte sich Bambi zur aktuellen Situation von trans Menschen in Frankreich:

[…] Il y a encore en France aujourd’hui trop de gens tenus à la marge et qui n’aspirent qu’à vivre librement, normalement, sans scandale, à pouvoir voyager sans entraves, à se faire soigner à l’hôpital sans humiliation, toutes choses qui leur sont souvent inaccessibles. C’est à eux maintenant que je dédie cette décoration qui m’honore tant […]

„…Es gibt noch heute in Frankreich zu viele Menschen, die an den Rand gedrängt werden und die sich danach sehnen, frei, normal und ohne Skandal zu leben, ohne Hindernisse reisen zu können, sich im Krankenhaus behandeln zu lassen ohne Peinlichkeiten, – alles Dinge, die ihnen oft unerreichbar sind. Ihnen widme ich hiermit diese Auszeichnung, die eine so große Ehre für mich ist…“